# ツェリンダ (小惑星)
ツェリンダ (654 Zelinda) は小惑星帯に位置する小惑星である。ハイデルベルクでアウグスト・コプフによって発見された。
イタリアの数学者ウリッセ・ディニの娘、またはフランスの天文学者カミーユ・フラマリオンの姪にちなんで命名された。